# Nuova Manifattura Tabacchi
La Nuova Manifattura Tabacchi di Bologna è stata costruita nel 1952 nella zona di espansione della città, a nord del centro, fra via Ferrarese e via Stalingrado. La città di Bologna vede la progettazione di questo grande e importante impianto, firmata da Pier Luigi Nervi.

## Storia
Il progetto di trasferire la storica Manifattura Tabacchi di via Riva Reno, oltre i confini dell'abitato cittadino risale agli anni trenta.
Il complesso si compone di quattro aree costruite separatamente. Il primo ad essere edificato è il magazzino tabacchi greggi, forse il più grande di tutti gli edifici con i suoi 5 piani e 210 metri di lunghezza; i capannoni per lo stoccaggio, cinque immobili affiancati lunghi 117 metri con il caratteristico tetto a volta; il "magazzino del sale", alle spalle del magazzino; il complesso "centrale termica e uffici".
All'apice della produzione lo stabilimento occuperà più di mille persone.
Lo stabilimento chiuderà definitivamente nel 2004, dopo che nel 2003 lo Stato italiano vende tutti i siti produttivi dei Monopoli di Stato alla British American Tobacco, la quale aprirà una campagna di dismissione dei diversi siti produttivi che nel 2004 coinvolgerà anche quello di Bologna che gradualmente dismette tutti i siti produttivi, chiudendo nel 2004 anche la manifattura di Bologna.
Dopo l'abbandono e il degrado, la Regione Emilia-Romagna candida il sito della ex-Manifattura a diventare il nuovo polo cittadino e regionale dell'elaborazione di dati informatici Data Valley partendo nel 2016 con la candidatura ad ospitare il Data Centre ECMWF, approvata nel 2017. Nel 2019 approderà sempre in quest'area il progetto euroHPC e nel 2020 il progetto Copernicus. Tutto questo concentrarsi di centri di ricerca andranno così a costituire e sostanziare il così detto Tecnopolo di Bologna.

## Architettura
Il complesso della nuova manifattura, sorto in via della Manifattura 3 nel 1954 occupa una vasta area a nord di Bologna, che per molti anni è stata l'area industriale della città. Oggi l’area è delimitata a nord dall’asse autostrada A14-Tangenziale e a sud dall’anello ferroviario per i treni merce, ad est via Stalingrado e a ovest via Ferrarese occupando una superficie complessiva di circa 110.000 metri quadri.